# Becard pissarrós
El becard pissarrós (Pachyramphus spodiurus) és un ocell de la família dels titírids (Tityridae). És endèmic d'Equador i Perú. Els seus hàbitats són els matollars i boscos tropicals i subtropicals de frondoses humits de les terres baixes, bé com les plantacions i els boscos molt degradats. El seu estat de conservació es considera vulnerable.